# 回雁峰
回雁峰，位于湖南省衡阳市雁峰区境内。回雁峰海拔96.8米，总面积6.32公顷，是南岳七十二峰之首，故称南岳第一峰。
回雁峰为市级重点文物保护单位，国家“AAA”级旅游区。

## 历史沿革
古人认为雁到衡阳就不再南飞，如《衡州府志》记载“或曰雁不过衡阳，或曰峰势如雁之回”，回雁峰因此得名，这也是衡阳别名“雁城”的原因。
明朝地理学家徐霞客曾于1637年到衡州游临览，《徐霞客游记》里有回雁峰的记录：“登崖上回雁峰，峰不甚高，东临湘水，北瞰衡城，俱在足下，雁峰寺笼罩峰上无余隙焉，然多就圯者。”
1944年衡阳保卫战后，日军占领衡阳，回雁峰上的古林殿阁惨遭焚毁，仅存一座寺门和半间佛殿。
回雁峰所在区原名叫“城南区”，2001年4月4日，经国务院批准（国函[2001]34号），改名叫“雁峰区”。

## 景点
主条目：回雁峰公园 、雁峰寺、王船山出生地纪念馆
回雁峰上重修望岳台、雁峰寺，复原观天池、此君轩。峰顶新建曲廊、雁壁、雁亭、碑廊、茶榭、寿佛殿、观音殿等。
- 回雁峰景区的树木
- 回雁峰景区的树木

回雁峰公园：1964年，中南局第一书记陶铸视察衡阳，倡导将回雁峰旧址修复为公园，但因文化大革命而停建。1983年—1985年初，衡阳市人民政府重修回雁峰公园，占地1.9公顷。
- 文物保护单位标示
- 回雁峰
- 壁上的诗句

雁峰寺：始建于南北朝时期，是佛教寺庙。为衡阳市民春节时期进香祈福的热门地点。抗战初期，衡阳《大刚报》编辑部就设在雁峰寺的后进厢房，编辑部当时有王淮冰、严问天、欧阳人柏、黄邦和、张弓、姚江屏等知名记者，陈嘉庚、胡政之、茅盾等社会知名人士也来到报社访问。雁峰寺内有无量寿佛殿，寿佛相传为俗家姓周，法号宗慧的唐朝僧人，生于公元728年，卒于867年。曾留袈裟一件于雁峰寺，圆祭后常显灵于湘南，明清之际又转世为高僧，驻雁峰寺传经布道。
- 雁峰寺的匾额
- 雁峰寺后的许愿树
- 雁峰寺后的回雁书院

回雁阁：主阁高35米,四层四棱,顶部重檐如雁张翼。
南岳第一峰牌坊：牌坊位于回雁峰景区正门。
雁峰广场：广场中心建有大雁雕塑，高10米，为衡阳市城徽。广场正面是一座雕梁画栋的仿古门厅，匾额“南岳第一峰”为赵朴初题写。

王船山出生地纪念馆：纪念馆位于回雁峰西侧半山腰。主体占地面积101平方米，为一座青砖黛瓦的仿明清建筑。陈列有木屐、雨伞、油灯等物品，还有《船山全书》和后世学者研究船山思想的著作。
- 王船山出生地纪念馆的山门
- 王船山出生地纪念馆的正门
- 王夫之的半身塑像
- 船山遗书、王夫之诗文集、周易内传、周易外传

## 文化

### 诗词：
|                      | 雁阵惊寒、声断衡阳之浦。 |
| ——王勃，《滕王阁序》 |                          |

|                                        | 巫峡猿啼数行泪，衡阳归雁几封书。 |
| ——高适，《送李少府贬峡中王少府贬长沙》 |                                  |

|                                | 三万轴书卷无存，入室追思名宰相；九千丈云山不改，凭栏细认古烟霞 |
| ——王安石，《送刘贡甫谪官衡阳》 |                                                                |

|                           | 塞下秋来风景异，衡阳雁去无留意。 |
| ——范仲淹，《渔家傲·秋思》 |                                  |

|                      | 谁道衡阳无雁过，数声残日下舂陵。 |
| ——寇准，《舂陵闻雁》 |                                  |

### 影视作品
- 电影《铁血回雁峰》[15]：讲述衡阳保卫战的历史。

## 观点

### 风水
衡阳师范学院党委书记刘沛林在《中国国家地理》（2006年第01期）发表文章《衡阳：三道水口锁大江》，认为回雁峰为衡阳市风水的重要组成部分。